# 向淇
向淇（？—？），字子瞻，號望山，湖廣辰州府沅陵縣人，軍籍，明朝政治人物。

## 生平
嘉靖二十二年（1543年）癸卯科湖廣鄉試第七十一名。嘉靖三十二年（1553年），登癸丑科三甲第九十八名進士。工部观政，授直隶邯郸知县，升南刑部主事，历员外、郎中，累官南京戶部郎中。後遷廣西參議，分守潯州。時桂林苗叛乱，向淇領兵攻散之。歷雲南兵備副使，號令嚴明，諸蠻懾服。

## 家族
曾祖向和宗；祖父向志昱，省祭官；父向盈，母張氏；繼母瞿氏。兄濬、澤、弟灏、淳、沚、治。